# 上岡史奈
上岡 史奈（かみおか ふみな、1980年2月29日 - ）は日本の恋愛コラムニスト、監修者、ライター、恋愛カウンセラー。

## 人物
元探偵、探偵Bar店長、自信の離婚経験を活かし、恋愛、婚活カウンセリングや女性誌を中心に恋愛コラムの執筆を多数行っている。

## 来歴
福井県出身。大学進学時に上京。就職した編集プロダクションが探偵業も始めたため、調査業務に従事。その後「探偵Bar」の店長に就任。女探偵としてテレビ、雑誌、ラジオなど多数のマスコミ出演や「増刊大衆」等の男性誌で調査の裏話を連載。
Bar勤務時に取得した調理師免許や日本ソムリエ協会のソムリエ資格も活かし、グルメ系の記事も執筆。食、恋愛といった人間の欲求の根源にもとづく記事の執筆を得意とする。複数の女性誌でコラムを執筆。

## 制作記事
- 『anan』[2]上岡史奈の記事一覧
- 『VOCE』[3]上岡史奈
- 『CLASSY』「私の9年間はなんだったの？」長い時間を不倫に費やした女性が漏らした後悔3つ[4]
- 『JJ』男性が「それだけは知りたくなかった！」と思った彼女の秘密3つ[5]
- 『レッツエンジョイ東京』「仕事行きたくない…」憂鬱な連休明けを乗り切るコツ6つ[6]
- 『ハウコレ』[7]上岡史奈の記事一覧
- 『michill』[8]上岡史奈の記事一覧
- 『愛カツ』[9]上岡史奈の記事一覧
- 『独女』[10]上岡史奈の記事一覧
- 『googirl』[11]上岡史奈の記事一覧
- 『ヒトメボ』[12]上岡史奈の記事一覧
- 『Brewing Japan』[13]フレンチやイタリアンでビールを頼むのはマナー違反？

## 寄稿記事
講談社「今日のおすすめ」書籍レビュー